# Multidentia crassa
Multidentia crassa là một loài thực vật có hoa trong họ Thiến thảo. Loài này được (Hiern) Bridson & Verdc. mô tả khoa học đầu tiên năm 1987.